# Muscar sur
Muscarul sur (Muscicapa striata) este o pasăre arboricolă insectivoră migratoare din familia muscicapidelor (Muscicapidae) de dimensiuni mici (12 cm, cât o vrabie), răspândită în Europa, Africa și Asia. Trăiește în păduri luminoase și rare, parcuri, grădini. Iernează în Africa, la sud de Sahara. Are irisul cafeniu, ciocul și picioarele negre; penajul este cenușiu cu galben-ruginiu și striații longitudinale pe piept. Sexele se aseamănă între ele. Cuibul în formă de cupă și-l fac între crengi. Din luna mai depune 4-5 ouă albastre-verzui sau smântânii pătate cu maroniu, care sunt clocite numai de femelă timp de circa 13-14 zile. Se hrănește cu insecte, pe care le prinde din zbor. Se postează pe o ramură uscată din vârf, la marginea unei poieni sau a unui loc deschis, de unde prind prăzile din zbor, cu mare precizie, apoi revin la locul de bază.
În România și Republica Moldova este o pasăre obișnuită. Apare ca pasăre de vară, sosind primăvara și migrează toamna în Africa. În România se găsește pe tot cuprinsul țării, mai ales în ținuturile pădurilor joase, străbătute de ape; este frecventă în Delta Dunării.

## Subspecii
Sunt descrise 7 subspecii. În România și Republica Moldova trăiește o singură subspecie - Muscicapa striata striata
1. Muscicapa striata striata (Pallas, 1764) – Cuibărește din Europa spre est prin munții Ural până în vestul Siberiei (râul Irtiș) și nord-vestul Africii (din nordul Marocului spre est până în nordul Tunisiei). Iernează în sudul Africii.
2. Muscicapa striata tyrrhenica (Schlegel, 1910) - Cuibărește în Corsica și Sardinia. Iernează, probabil, în Africa.
3. Muscicapa striata neumanni (Poche, 1904) – Cuibărește din estul Siberiei până în Caucaz, sudul Chinei și sudul Asiei. Iernează în estul Africii.
4. Muscicapa striata inexpectata (Dementiev, 1932) - Peninsula Crimeea.
5. Muscicapa striata balearica (von Jordans, 1913) - Cuibărește în Insulele Baleare. Iernează în vestul și sud-vestul Africii.
6. Muscicapa striata mongola (Portenko, 1955) – Din sud-estul munților Altai până în nordul Mongoliei și sud-estul regiunii Transbaikalia.
7. Muscicapa striata sarudnyi (Snigirewski, 1928) – Cuibărește din munții Caucaz până în nordul Iranului și Afganistanului. Iernează în estul Africii.

## Habitatul
Mediu geografic în care trăiește muscarul sur este foarte divers, pasărea fiind mai ales legată de arbori.
La nordul Europei, muscarul sur adesea poate fi văzut în pădurile incendiate sau în pădurile de molid și pin, uneori, prin păduri dese, dar întotdeauna în apropierea marginilor de pădure și a poienilor, unde păsările vânează insecte.
În zona de mijloc a Europei această pasăre poate fi găsită în orice pădure rară sau în apropiere de poieni, în parcuri, grădini, localități, inclusiv în marile orașe. În stepă și silvostepă adesea este găsită în vâlcele împădurite.
La sud, de-a lungul râului Ural și în stepele din zona Mării Caspice, pasărea cuibărește în locuri neîmpădurite pe câmpuri deschise și se mulțumește cu adăpostul tufelor mici de pelin.
Muscarul sur nu se teme de apropierea oamenilor și adesea cuibărește în case. Un caz interesant a fost observat în cazul unei perechi de muscar, care a cuibărit 2 ani consecutiv într-unul dintre pasajele din centrul Moscovei. Păsările zburau în interior printr-un geam spart de pe acoperiș și vânau muște, zburând peste capetele vizitatorilor pasajului.

## Hrana

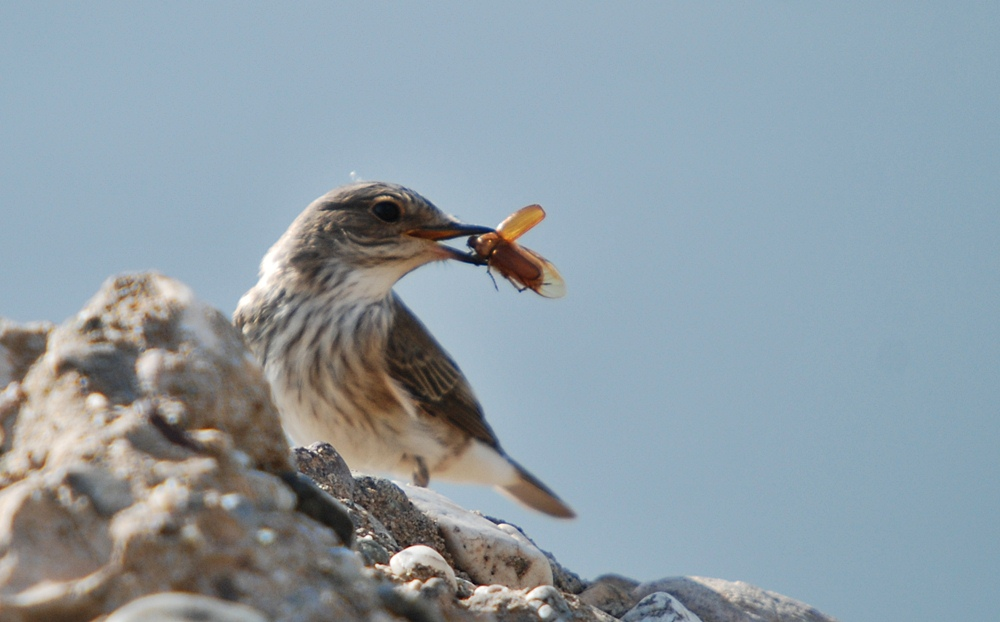
Pasăre adultă care se hrăneşte cu insecte

Muscarul sur prinde toate insectele care zboară pe lângă el, cu excepția gândacilor foarte mari pe care nu-i poate prinde cu ciocul lui mic. Când insectele sunt puține prinde chiar bondari mari. Când există o abundență a prăzii muscarul sur prinde selectiv insecte diptere, mai ales muște, de dimensiuni medii și mari. Hrana muscarului sur include așadar toată gama de insecte zburătoare din zonă.
La muscari, în general, în special la muscarul sur, compoziția hranei depinde de temperatura aerului, momentul zilei, iluminare și de alți factori care determină intensitatea zborului insectelor. Muscarul sur începe să vâneze insectele dimineața târziu, în locurile iluminate de soarele matinal al poienelor sau a marginii pădurii. În timpul zilei prinde și insectele din mijlocul pădurii. Seara se mută din nou în locurile iluminate de soarele vesperal. 
Părinții în timpul zilei hrănesc puii cu muște, tăuni, fluturi de zi, libelule (din familiile Calopterygidae, Coenagrionidae, Gomphidae), omizi, Chrysopidae. Seara, după ora 20, hrănesc puii în special cu fluturi de noapte, iar în restul zilei prada principală a muscarului sur constă din diferite muște, care constituie, de obicei, cel puțin jumătate din totalul insectelor cu care hrănesc pui.
În zilele ploioase se modifică semnificativ hrana și metodele de vânătoare; când temperatura este scăzută, păsările adună insectele de pe ramuri și frunzele de copaci și, uneori, coboară jos la pământ.

## Năpârlirea
Păsările năpârlesc de două ori pe an. Păsările tinere din partea de sud a Europei își schimbă penajul juvenil înainte de migrație (din 24 august până în prima decadă a lunii septembrie), însă, pot năpârli în timpul migrației. La păsările din nordul Europei năpârlirea are loc în timpul migrației sau în cartierele de iernare, deoarece puii din cuib pot zbura cu o săptămână înainte de migrație(în Laponia). Primăvara păsările adulte vin din cartierele de iernare din Africa pe deplin năpârlite, iar în iulie-septembrie ele năpârlesc parțial.

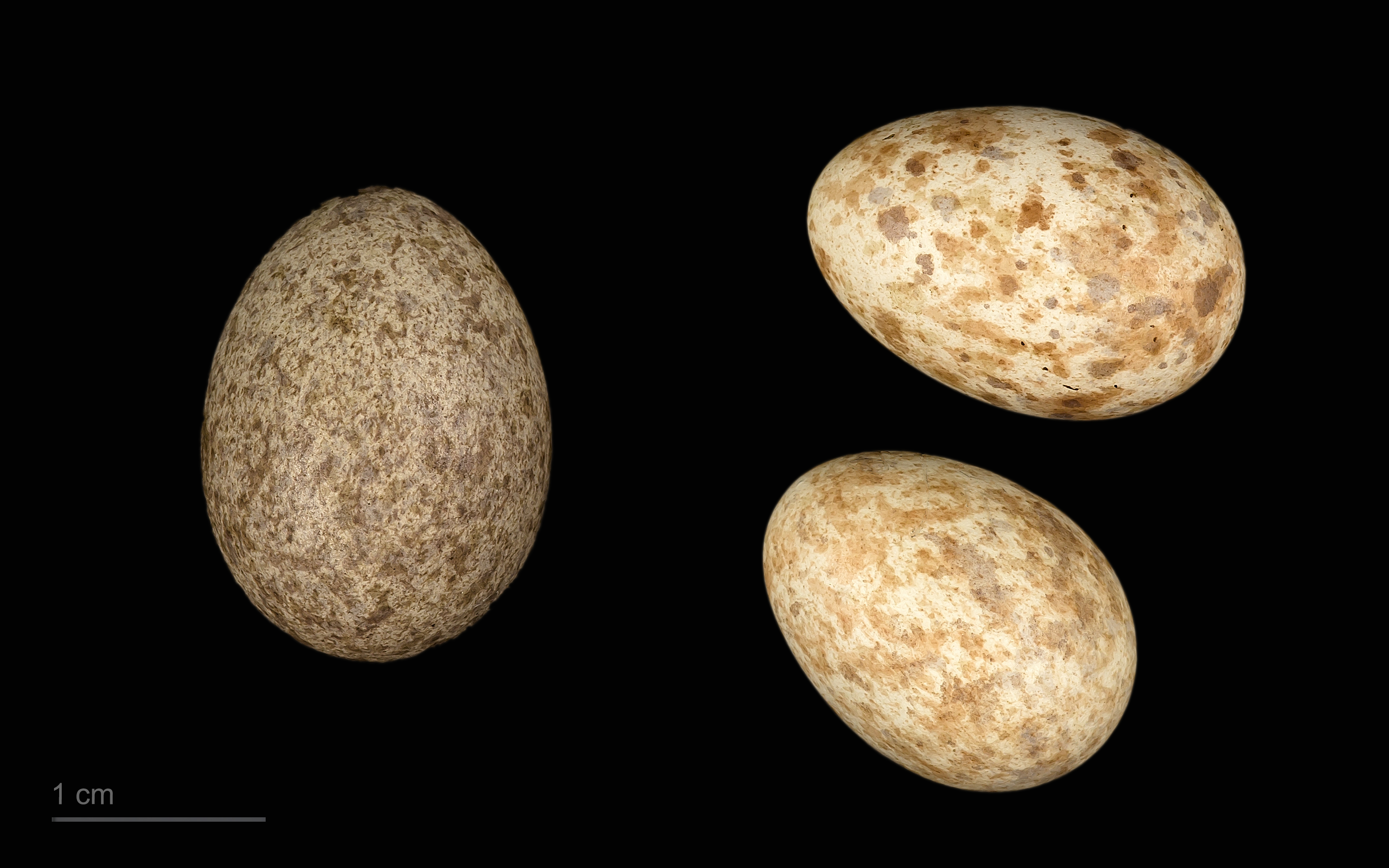
Cuculus canorus canorus într-un cuib de Muscicapa striata - MHNT